# Powiat tarnowski
Powiat tarnowski – powiat w Polsce (województwo małopolskie), utworzony w 1999 roku w ramach reformy administracyjnej. Jego siedzibą jest miasto Tarnów.
W skład powiatu wchodzą:
- gminy miejsko-wiejskie: Ciężkowice, Radłów, Ryglice, Tuchów, Wojnicz, Zakliczyn, Żabno
- gminy wiejskie: Gromnik, Lisia Góra, Pleśna, Rzepiennik Strzyżewski, Skrzyszów, Szerzyny, Tarnów, Wierzchosławice, Wietrzychowice
- miasta: Ciężkowice, Radłów, Ryglice, Tuchów, Wojnicz, Zakliczyn, Żabno

Według danych z 31 grudnia 2019 roku powiat zamieszkiwało 201 497 osób. Natomiast według danych z 30 czerwca 2020 roku powiat zamieszkiwały 201 454 osoby.

## Demografia

### Liczba ludności
- 1999 - 179 676
- 2000 - 180 414
- 2001 - 181 591
- 2002 - 182 823
- 2003 - 191 803
- 2004 - 192 656
- 2005 - 193 399
- 2006 - 193 781
- 2007 - 194 487
- 2008 - 195 037
- 2009 - 195 908
- 2010 - 196 810
- 2011 - 198 276
- 2012 - 199 062
- 2013 - 199 675
- 2014 - 200 085
- 2015 - 200 600
- 2016 - 200 886
- 2017 - 201 268
- 2018 - 201 570
- 2019 - 201 497
- 2020 - 201 230
- 2021 - 200 711
- 2022 - 197 717  [4]

### Płeć i podział na miasto-wieś
Liczba ludności (dane z 31 grudnia 2008):
|        | Ogółem  | Ogółem | Kobiety | Kobiety | Mężczyźni | Mężczyźni |
| osób   | %       | osób   | %       | osób    | %         |           |
| ------ | ------- | ------ | ------- | ------- | --------- | --------- |
| Ogółem | 195 037 | 100    | 98 554  | 50,53   | 96 483    | 49,47     |
| Miasto | 21 018  | 10,78  | 10 833  | 5,55    | 10 185    | 5,22      |
| Wieś   | 174 019 | 89,22  | 87 721  | 44,98   | 86 298    | 44,25     |

▶Wieś vs ▶miasto
Ogółem (▶k, ▶m)
Miasto (▶k, ▶m)
Wieś (▶k, ▶m)

## Powiatowa Stacja Pogotowia Ratunkowego w Tarnowie
Na terenie powiatu funkcjonują filie wyjazdowe Powiatowej Stacji Pogotowia Ratunkowego w Tarnowie:
- Tuchów (zespół specjalistyczny)
- Wojnicz (zespół podstawowy)
- Żabno (zespół podstawowy)
- Gromnik (zespół podstawowy)
- Szerzyny (zespół podstawowy).
- Zakliczyn (zespół podstawowy 12 godzin na dobę).
- Lisia Góra (zespół podstawowy 12 godzin na dobę)

## Religia
- Kościół rzymskokatolicki: 62 parafie;
- Świadkowie Jehowy: 1 zbór[7].

## Sąsiednie powiaty
- Tarnów (miasto na prawach powiatu)
- powiat brzeski
- powiat dąbrowski
- powiat gorlicki
- powiat nowosądecki
- powiat proszowicki
- powiat dębicki (podkarpackie)
- powiat jasielski (podkarpackie)
- powiat kazimierski (świętokrzyskie)